# Onoguri
Onogurii sau onogundurii sunt membrii unei etnii de origine turcică din grupul ogurilor, care au venit din Asia Centrală în urma unei deplasări în lanț a nomazilor. Ei sunt, de fapt, proto-bulgarii care au plecat din Sogdiana în jurul anului 460, fiind atestați la nord de Caucaz începând cu 463.

## Etimologie
Numele se trage de la cuvântul turcesc On-Oğuz („Zece-triburi”) și stă la baza numelui ungri, ungroi sau ungari cu care au fost cunoscuți de către europeni toți cei care au făcut parte din această confederație de triburi. Ulterior, numele a fost extins și asupra mogyerilor. Numele onogurilor a fost păstrat în limba maghiară sub forma nándor aplicat bulgarilor.
Există și teoria că numele ungurilor ar putea proveni de la ourgoi, nume iranian care înseamnă „cei puternici”, acea clasă socială a sarmaților menționată de Starbon. Numele ar fi fost contaminat cu hounnoi, de unde a rezultat ungroi. Grupul sarmatic ar fi supraviețuit până în timpul dominației avare, iar după destrămarea haganatului avar ar fi revenit în stepele de la nordul Mării Negre. Teoria nu a convins pe cercetătorii ulteriori.

## Apariția
Onogurii sunt semnalați în secolul al V-lea de către cronicarul bizantin Priscus, care relatează că în anul 463, la vreo zece ani după moartea lui Attila, s-au prezentat la Constantinopol, în fața împăratului bizantin, Leon cel Mare, soli ai șaragurilor, ai ogurilor și ai onogurilor. Priscus menționează că aceste popoare erau stabilite în nordul Mării Negre.

## Istorie
În secolul al VI-lea, onogurii sunt semnalați în război, în actuala Ucraină, împotriva cutrigurilor și utigurilor, alte popoare turcice. În final, toți sunt învinși și supuși de hazari, un popor turcic a căror patură conducătoare a adoptat la un moment dat religia iudaică. În secolul VII, onogurii intră în componența federației de popoare constituită de hanul protobulgar Kubrat tot în actuala Ucraină. 
O teorie care nu este susținută de izvoare spune că onogurii care s-au unit cu mogyerii veniseră din confederația avară după ce aceasta a fost desființată de franci. În haganatul avar a existat un grup etnic onogur, dar acesta nu s-a deplasat în stepele de la nordul Mării Negre. O parte a rămas în Pannonia, iar o parte, sub conducerea lui Kuver, a migrat în Macedonia, în jurul anului 680.
În secolul al VIII-lea sunt semnalați, împreună cu uzii (sau oguzii) în zona Dunării de jos, în război cu bizantinii, apoi ca mercenari ai acestora. S-a presupus că aceasta ar putea fi originea găgăuzilor. În 895 sunt semnalați printre maghiari, cronicarii bizantini și latini denumindu-i pe aceștia hungarus, iar popoarele vecine unguri, ungaren sau vengri.